# Na Pískách
Na Pískách är en kulle i Tjeckien.   Den ligger i regionen Mellersta Böhmen, i den centrala delen av landet, 70 km öster om huvudstaden Prag. Toppen på Na Pískách är 304 meter över havet.
Terrängen runt Na Pískách är huvudsakligen platt. Runt Na Pískách är det ganska tätbefolkat, med 139 invånare per kvadratkilometer. Närmaste större samhälle är Nový Bydžov, 8,5 km öster om Na Pískách. Omgivningarna runt Na Pískách är en mosaik av jordbruksmark och naturlig växtlighet.